# Abdylas Maldybajew

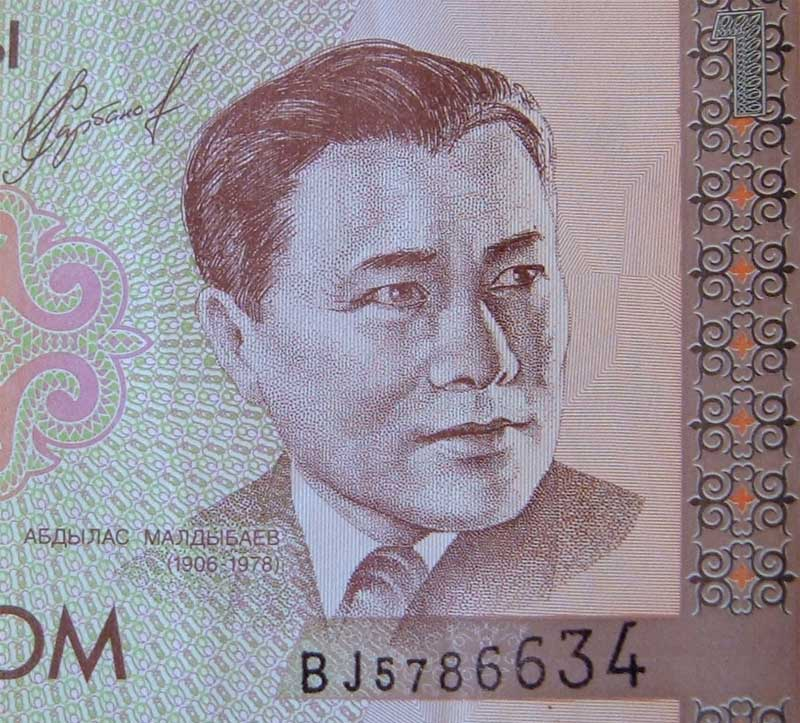
Abdylas Maldybajew auf der 1-Som-Banknote

Abdylas Maldybajewitsch Maldybajew (russisch Абдылас Малдыбаевич Малдыбаев; * 24. Junijul. / 7. Juli 1906greg. in Karabulak, Russisches Kaiserreich; heute im Bezirk Kemin, Kirgisistan; † 1. Juli 1978 in Frunse, heute Bischkek, Kirgisische SSR, Sowjetunion) war ein kirgisischer Komponist und Opernsänger mit der Stimmlage Tenor.

## Leben
Im Jahre 1929 beendete Maldybajew die Pädagogische Hochschule als Lehrer und begann seine Arbeit am Kirgisischen Theater, von dem er 1942 an die Oper von Frunse wechselte. Im Jahre 1939 wurde er als Volkskünstler der UdSSR geehrt und trat im selben Jahr der KPdSU bei. Von 1940 bis 1941 und von 1947 bis 1950 studierte er am Moskauer Konservatorium Komposition bei Genrich Litinski und Wladimir Fere (unterbrochen durch den Militärdienst im Großen Vaterländischen Krieg).
Er war einer der Komponisten (oft Wlassow-Fere-Maldybajew-Kollektiv genannt) der Hymne der Kirgisischen SSR (1946) und kombinierte die alte kirgisische Volksmusik mit modernen westlichen Techniken. Zusammen mit Wladimir Wlassow und Wladimir Fere komponierte er auch die Opern Adshal orduna (1938), Aichurek (1939), Patrioten (1941), Manas (1946) und Tok Togul (1958). Von 1939 bis 1967 war er der Vorsitzende des Komponistenverbandes der Kirgisischen SSR. Er wurde 1970 mit dem Staatspreis der Kirgisischen SSR und dem Leninorden geehrt. Von 1937 bis 1946 war er Deputierter des Obersten Sowjets der UdSSR. In den 1960er Jahren arbeitete er an den Theatern von Frunse und Karakul.
Seit seinem Tod 1978 ist das Kirgisische Opern- und Ballett-Theater in Bischkek nach ihm benannt. Die heutige 1-Som-Banknote trägt sein Bild.